# 黃文道
黃文道（1917年5月12日—1998年8月9日），越南共和國官員，曾任越南共和國財政部長。

## 生平
1917年5月12日，黃文道出生於法屬印度支那新安省。
早年畢業於美萩學院及西貢法律學院，後遠赴美國深造，1958年畢業於密歇根州立大學，並取得預算和財政會計學文學碩士學位，1955-57年任總統府外事部主任，1957-60年任國家教育部秘書長，1960-62年任聯合國教科文組織國際教育局局長，1962-68年任國防部財政與軍費清查總署總監督，1965年任財政部長（兼任國防部財政與軍費清查總署總監督），1967-68年任國防部內閣主任（兼任國防部財政與軍費清查總署總監督），1968-70年任總理辦公廳主任，1970-72年任SICOVINA10董事會主席，隨後任西貢商業銀行（Thương Ngân Hàng Sàigòn）總監事，西貢商業保險和公司保險／太平洋再保險公司（Thương Bảo Hiểm và Công ty Bảo Hiểm／Tái Bảo Hiểm Thái Bình Dương Sàigòn）總經理，1972年退休。
1975年4月30日西貢淪陷後，黃文道留在越南定居，直到1998年8月9日在胡志明市去世。

## 個人生活
黃文道是佛教徒，已婚，育有一女三子。

## 榮譽
- 一等彰美佩星[2][3]